# 江苏三大都市圈
江苏三大都市圈包括南京都市圈，以苏州、无锡、常州3市为中心的苏锡常都市圈，和以徐州为中心的徐州都市圈。
1. ↑  . 人民日报. 2003-01-16  [2015-12-24]. （原始内容存档于2016-03-04）.